# شوکتیه‌وو
شوکتیه‌وو (انگلیسی: Shukteyevo) یک شهرک در شهرستان ایگلینسکی استان باشقیرستان کشور روسیه است.